# Le Dernier Parrain (mini-série)
Pour les articles homonymes, voir Le Dernier Parrain.
Le Dernier Parrain (The Last Don) est une mini-série américaine en trois épisodes de 90 minutes, créée d'après le roman éponyme de Mario Puzo et diffusée entre le 11 et le 25 mai 1997 sur le réseau CBS.

## Synopsis
Mario Puzo, l’auteur du «Parrain», a adapté le best-seller «The Last Don» pour la télévision en une saga de 4 heures 20. Cette histoire bouillonne de corruption, de trahisons, de meurtres, de romantisme torride et, bien sûr, de valeurs familiales… 
Comme dans les succès précédents, la loyauté n'y est jamais remise en question, la trésorerie jamais vérifiée et ce ne sont pas les façons expéditives de se débarrasser d'un concurrent, qui manquent...

## Fiche technique
- Costumes : Theadora Van Runkle

## Distribution
- Danny Aiello : Don Domenico Clericuzio
- David Marciano : Giorgio
- Jason Gedrick : Cross De Lena
- Joe Mantegna : Peppi De Lena
- Burt Young : Virginio Ballazzo
- Christopher Meloni : Boz Skannet
- Kirstie Alley : Rose Marie Clericuzio
- Penelope Ann Miller : Nalene De Lena
- Robert Wuhl : Bobby Bantz
- Rory Cochrane : Dante Santadio
- Seymour Cassel : Alfred Gronevelt
- Daryl Hannah : Athena Aquitane
- Dennis Boutsikaris : « Skippy » Deere
- Joseph Ruskin : Don Santadio

## Distinctions

### Nominations
- Emmy Awards 1997 : Meilleure mini-série
- Emmy Awards 1997 : Meilleur acteur dans un second rôle pour Joe Mantegna
- Emmy Awards 1997 : Meilleure actrice dans un second rôle pour Kirstie Alley
- Young Artist Award 1998 : Meilleur jeune acteur dans un second rôle pour Tim Redwine

## Commentaires
Malgré le titre, il ne s'agit pas d'une suite à la trilogie du Parrain de Francis Ford Coppola.